# كارولين مارك
كارولين مارك هي مغنية كندية، ولدت في 1970.

## وصلات خارجية
- كارولين مارك على موقع IMDb (الإنجليزية)
- كارولين مارك على موقع ميوزك برينز (الإنجليزية)
- كارولين مارك على موقع أول ميوزيك (الإنجليزية)
- كارولين مارك على موقع ديسكوغز (الإنجليزية)